# Isi Palazón
Isi Palazón (Cieza, 1994. december 27. –) spanyol labdarúgó, a Rayo Vallecano középpályása.

## Pályafutása
Palazón a spanyolországi Cieza községben született. Az ifjúsági pályafutását a Cieza és a Real Madrid csapatában kezdte, majd 2011-ben a Villarreal akadémiájánál folytatta.
2014-ben mutatkozott be a Murcia tartalék, majd a harmadosztályban szereplő felnőtt csapatában. 2017-ben a Ponferradinához igazolt. 2020. január 23-án a másodosztályú Rayo Vallecano szerződtette. Először a 2020. január 29-ei, Villarreal ellen 2–0-ra elvesztett mérkőzésen lépett pályára. Első gólját 2020. június 29-én, az Alcorcón ellen 3–2-es vereséggel zárult találkozón szerezte meg. A 2020–21-es szezonban feljutottak az első osztályba. A La Ligában 2021. augusztus 15-én, a Sevilla ellen 3–0-ra elvesztett bajnokin debütált.

## Statisztikák
2023. május 4. szerint
| Klub           | Szezon   | Osztály            | Bajnokság | Bajnokság | Kupa és Ligakupa | Kupa és Ligakupa | Nemzetközi | Nemzetközi | Összesen | Összesen |
| Klub           | Szezon   | Osztály            | Meccs     | Gól       | Meccs            | Gól              | Meccs      | Gól        | Meccs    | Gól      |
| -------------- | -------- | ------------------ | --------- | --------- | ---------------- | ---------------- | ---------- | ---------- | -------- | -------- |
| Murcia         | 2014–15  | Segunda División B | 16        | 7         | 0                | 0                | —          | —          | 16       | 7        |
| Murcia         | 2015–16  | Segunda División B | 29        | 2         | 1                | 0                | —          | —          | 30       | 2        |
| Murcia         | 2016–17  | Segunda División B | 32        | 2         | 1                | 0                | —          | —          | 33       | 2        |
| Murcia         | Összesen | Összesen           | 77        | 11        | 2                | 0                | 0          | 0          | 79       | 11       |
| Ponferradina   | 2017–18  | Segunda División B | 29        | 5         | 4                | 0                | —          | —          | 33       | 4        |
| Ponferradina   | 2018–19  | Segunda División B | 40        | 8         | 0                | 0                | —          | —          | 40       | 8        |
| Ponferradina   | 2019–20  | Segunda División B | 21        | 2         | 1                | 0                | —          | —          | 22       | 2        |
| Ponferradina   | Összesen | Összesen           | 90        | 15        | 5                | 0                | 0          | 0          | 95       | 15       |
| Rayo Vallecano | 2019–20  | Segunda División   | 14        | 1         | 1                | 0                | —          | —          | 15       | 1        |
| Rayo Vallecano | 2020–21  | Segunda División   | 43        | 10        | 4                | 0                | —          | —          | 47       | 10       |
| Rayo Vallecano | 2021–22  | La Liga            | 34        | 2         | 6                | 0                | —          | —          | 40       | 2        |
| Rayo Vallecano | 2022–23  | La Liga            | 32        | 8         | 3                | 0                | —          | —          | 35       | 8        |
| Rayo Vallecano | Összesen | Összesen           | 123       | 21        | 14               | 0                | 0          | 0          | 137      | 21       |
| Összesen       | Összesen | Összesen           | 290       | 47        | 21               | 0                | 0          | 0          | 311      | 47       |

## Sikerei, díjai
Rayo Vallecano
- Segunda División
  - Feljutó (1): 2020–21